# 羅馬尼內
50°17′53″N 26°59′6″E / 50.29806°N 26.98500°E
羅馬尼內（羅馬化：Romaniny）是烏克蘭西部的村莊，隸屬赫梅利尼茨基州的舍佩蒂夫卡區。該村處於博胡希夫卡河畔，面積360平方公里，海拔高度221米，2001年人口250。